# Dario Nardella
Dario Nardella (Torre del Greco, Ciutat metropolitana de Nàpols, 20 de novembre de 1975) és un músic, advocat i polític italiá.
Nascut a Torre del Greco, des dels catorze anys viu a Florència, on cursà estudis superiors musicals i jurídics. El 1998 es va graduar en violí al Conservatori Luigi Cherubini, desenvolupant una activitat professional com a intèrpret d'aquest instrument fins a 2004. Tres anys abans, va obtenir la llicenciatura cum laude en Dret per la Università degli Studi di Firenze, doctorant-se posteriorment en Dret Públic i Dret Ambiental. A la Universitat on va estudiar, aconseguí una plaça de professor adjunt de Legislació sobre Patrimoni Cultural, però des de juny de 2004, amb vint-i-vuit anys, es concentrà en la política representativa a les files dels Demòcrates d'Esquerra (DS), la formació socialdemòcrata moderada procedent de l'extint Partit Comunista i que el 2007 va donar lloc al Partit Democràtic (PD). Aconseguí un primer mandat de cinc anys com a regidor a l'Ajuntament de Florència, essent alcalde Leonardo Domenici. Entre 2006 i 2008 compaginà el servei municipal i una funció d'assessor legal adjunt al Ministeri de Relacions amb el Parlament i Reforma Institucional, dins de l'últim Govern nacional dirigit per Romano Prodi. Al Consell Municipal florentí, Nardella presidia la Comissió de Cultura, Educació i Esport.
En les eleccions de juny de 2009 aconseguí un nou mandat de regidor a la llista de centreesquerra del PD, amb Matteo Renzi com a candidat a alcalde. Nardella es va convertir en un dels col·laboradors i homes de confiança de Renzi. El 2013 Nardella, prèvia renúncia al Consell Municipal de Florència, del qual formava part aleshores, va prendre possessió del seu escó per Toscana a la Cambra baixa del Parlament d'Itàlia.
Des del 26 de maig de 2014 exerceix com a alcalde de Florència, i des del 2020 és el president de la xarxa de ciutats Eurocities.